# Compulsión de repetición
La compulsión de repetición o, simplemente, repetición es un concepto que Sigmund Freud definió para intentar dar un fundamento al impulso de los seres humanos a repetir actos, pensamientos, sueños, juegos, escenas o situaciones desagradables o incluso dolorosas.

## Definición
El «carácter conservador» de las pulsiones y su «indestructibilidad», ambas características también descritas por Freud, son indispensables para enmarcar y describir el fenómeno de la repetición. Una definición considerada estándar entre los psicoanalistas es la de J. Laplanche y J. B. Pontalis:

A) A nivel de la psicopatología concreta, proceso incoercible y de origen inconsciente, en virtud del cual el sujeto se sitúa activamente en situaciones penosas, repitiendo así experiencias antiguas, sin recordar el prototipo de ellas, sino al contrario, con la impresión muy viva de que se trata de algo plenamente motivado en lo actual.
 B) En la elaboración teórica que Freud da de ella, la compulsión a la repetición se considera como un factor autónomo, irreductible, en último análisis, a una dinámica conflictual en la que sólo intervendría la interacción del principio del placer
y el principio de realidad. Se atribuye fundamentalmente a la característica más general de las pulsiones: su carácter conservador.
Jean Laplanche & Jean-Bertrand Pontalis. Diccionario de Psicoanálisis.

## Desarrollo y evolución en las descripciones del concepto

### Repetición como fenómeno del análisis
Aunque las primeras huellas de este concepto se pueden rastrear en escritos muy tempranos de Freud (incluso en la Comunicación Preliminar, la repetición de la partida de la madre como causa de una Spaltung [escisión]), según James Strachey, la primera mención hecha por Freud en sus textos del concepto de «compulsión de repetición» data del año 1914, en Recordar, repetir, reelaborar.
En este ensayo describe las metas del psicoanálisis como «llenar las lagunas del recuerdo» y «vencer las resistencias de la represión». Ambos propósitos equivalentes, ya que si las lagunas son los vestigios de la acción de la represión, una vez vencidas las resistencias que sostienen la represión, aquel material patógeno debería perder tal carácter.
Sin embargo, según explica el artículo, lo que sucede en general en el psicoanálisis es que el analizado, en lugar de recordar como estaba previsto –según el modelo del método catártico– aquello reprimido, lo actúa. Incluye los siguientes ejemplos:

El analizado no refiere acordarse de haber sido desafiante e incrédulo frente a la autoridad de los padres; en cambio, se comporta de esa manera frente al médico. No recuerda haberse quedado atascado, presa de desconcierto y desamparo, en su investigación sexual infantil, pero presenta una acumulación de sueños confusos, se lamenta de que nada le sale bien y, proclama, es su destino no acabar nunca ninguna empresa. No se acuerda de haber sentido intensa vergüenza por ciertos quehaceres sexuales, ni de haber temido que lo descubrieran, pero manifiesta avergonzarse del tratamiento a que ahora se somete y procura mantenerlo en secreto frente a todos".

El paciente, en un psicoanálisis, repite «sus inhibiciones y actitudes inviables, sus rasgos patológicos de carácter. Y además, durante el tratamiento repite todos su síntomas».
Así, la neurosis no podría ser concebida como un «episodio histórico» sino como un «poder actual», ya que:

Esta condición patológica va entrando pieza por pieza dentro del horizonte y del campo de acción de la cura, y mientras el enfermo lo vivencia como algo real-objetivo y actual, tenemos nosotros que realizar el trabajo terapéutico, que en buena parte consiste en la reconducción al pasado.

La táctica que asigna Freud al analista es resolver en el plano del recuerdo aquello que el paciente presenta en el de la acción. Para ello debe recurrir al «manejo de la transferencia»: se lo incluye en ella para que se despliegue y así «dar a los síntomas un nuevo significado transferencial».
En cualquier caso, en este momento de su obra lo relevante para Freud es señalar su observación de que la repetición era una regularidad en el curso de muchos análisis y que se manifestaba particularmente en la transferencia en la relación con el analista de pasajes que inicialmente el analizado no recordaba.

### Repetición y pulsión de muerte
Más tarde, en el contexto de la definición de la pulsión de muerte en Más allá del principio del placer (1920) se define la repetición de una manera más completa y en relación tanto con la pulsión de muerte y con el concepto de resistencia y de sus consecuencias para la cura. Freud se pregunta de dónde proviene la persistencia del síntoma neurótico, por qué es tan resistente a pesar de que supuestamente produce el sufrimiento del paciente y concluye que habría que liberarse de la concepción errónea de que al luchar contra las resistencias se trataría de luchar contra la resistencia del inconsciente. Abandona explícitamente el campo de las formulaciones descriptivas e insiste en la necesidad de una consideración dinámica, donde ya no aparecen como términos de la contradicción el consciente y el inconsciente, sino que a partir de este momento estos términos son el yo y lo reprimido.
Sin embargo, como a partir de este momento se trata ahora de un yo descrito con sus componentes conscientes e inconscientes, este razonamiento abre la puerta y permite a Freud enunciar dos cuestiones fundamentales de la teoría:
- a) las resistencias del analizado provienen del yo y

- b) la compulsión de repetición se puede adjudicar a lo reprimido inconsciente.

En Más allá del principio de placer, Freud hace también una mención a la vida onírica de la «neurosis traumática» (o neurosis de terror), enfermedad cuyo número de casos se había visto incrementado durante la guerra. Según afirma, dichos pacientes sueñan una y otra vez con la situación que provocó su enfermedad, despertando con renovado terror. Y agrega que cuando se reconoce esto como algo obvio, que determinado suceso lo asedia en sueños en función de la fuerza de con que lo impresionó, se desconoce la «naturaleza» del sueño. Estos sueños, dice, resultan ser una objeción al principio que había establecido en la Interpretación de los sueños respecto de los mismos, es decir, que todo sueño era la realización de un deseo. En estos casos dicha función del sueño, resulta afectada y constituye, de tal modo, una excepción. En realidad, ya había incluido en ese libro la narración de un sueño en el que un padre escuchaba a su hijo reprocharle en estos términos «padre ¿acaso no ves que ardo?», respecto del que Jacques Lacan dice que no era un ejemplo que parciera ajustarse a dicho principio. Al irse a dormir, el sujeto había dejado al cuerpo de su hijo, quien había fallecido y estaban velando, en un cuarto contiguo al cuidado de un «viejo canoso» que se quedó dormido, tras lo cual se prendió fuego el lugar donde ambos se encontraban. Lacan comenta que esa realidad que se presenta en el sueño, lejos de ser «la fantasía que colma un anhelo» designa otra realidad, donde ubica aquello que Freud denomina pulsión de muerte.
Otra observación de Freud relativa a esta «compulsión de repetición» es la referida al juego infantil con un carrito en el que un niño, unido a él mediante un hilo que agarraba con su mano, lo arrojaba haciéndolo desaparecer tras la baranda de su cuna, haciéndolo aparecer luego. Según la interpretación que hace, el juego se entramaba con la renuncia pulsional que imponía la desaparición de la madre. Según Lacan -quien retoma la observación-, no se trataría de una simbolización de la madre por medio de carrito, ni la de una necesidad de que la madre vuelva sino, en cambio, de «la repetición de la partida de la madre como causa de una Spaltung [escisión] en el sujeto».